# Gubbängens gymnasium
Gubbängens gymnasium var en kommunal gymnasieskola belägen i Gubbängen i Stockholms kommun, gymnasiet las ner 1984. Sedan 1998 har Internationella Engelska Skolan undervisning i byggnaden för årskurs 4–9.

## Byggnader
Skolbyggnaden är från 1954 och 1957, ritad av Helge Zimdahl och partnern Nils Ahrbom. Anläggningen sträcker sig i ost-västlig riktning längs med Lingvägen. Här placerade arkitekterna bland annat  lektionsrum, personallokaler, cafeteria, hall och matsal. Huvudentréer till de olika verksamheterna är orienterade mot huvudstråket i söder. Längs med södra sidan märks utskjutande envåningsbyggnaderna. Dessa fick av Zimdahl & Ahrbom individuell utformning med olika fönster, burspråk och dörrar. Fasaderna består av delvis mönstermurat rött tegel.
Söder om skolkomplexet uppfördes mellan 1958 och 1959 skolans gymnastikbyggnad (idag Gubbängshallen), vars välvda halltak och fasaderna i vit målade lättbetongplank har blivit en välkänd siluett i omgivningen. Även här anlitades Zimdahl & Ahrbom med Einar Lovén som arkitekt. Åren 1964–1969 tillkom aulan ritad av arkitekt Paul Hedqvist som lyckade integrera sin byggnad i  Zimdahl & Ahrboms tidigare verk. Samtliga byggnader är grönmarkerade av Stockholms stadsmuseum vilket betyder att bebyggelsen är särskilt värdefull från historisk, kulturhistorisk, miljömässig eller konstnärlig synpunkt.

## Verksamhet
1950 till 1959 var namnet Gubbängens samrealskola som från 1954 även hade ett kommunalt gymnasium. Från 1959 till 1966 var namnet Gubbängens högre allmänna läroverk och från 1966 Gubbängens gymnasium. 1984 las gymnasiet ner. Fastigheten används efter 1984 av landstinget som där driver Gubbängens vårdgymnasium. Studentexamen gavs från 1957 till 1968 och realexamen från 1954 till 1962. Sedan 1998 har Internationella Engelska Skolan undervisning i byggnaden för årskurs 4–9.

## Bilder

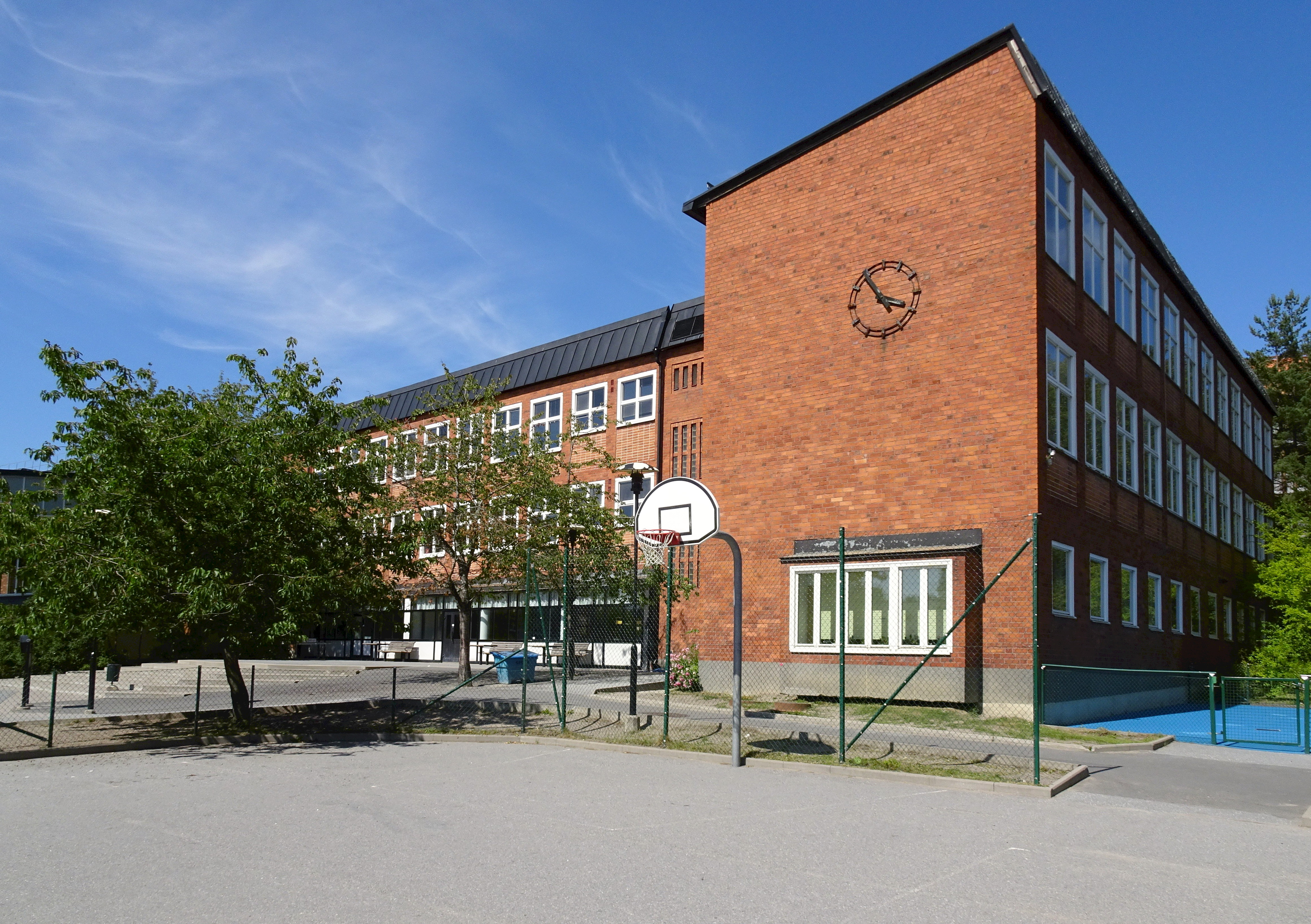
Lärosalsdel
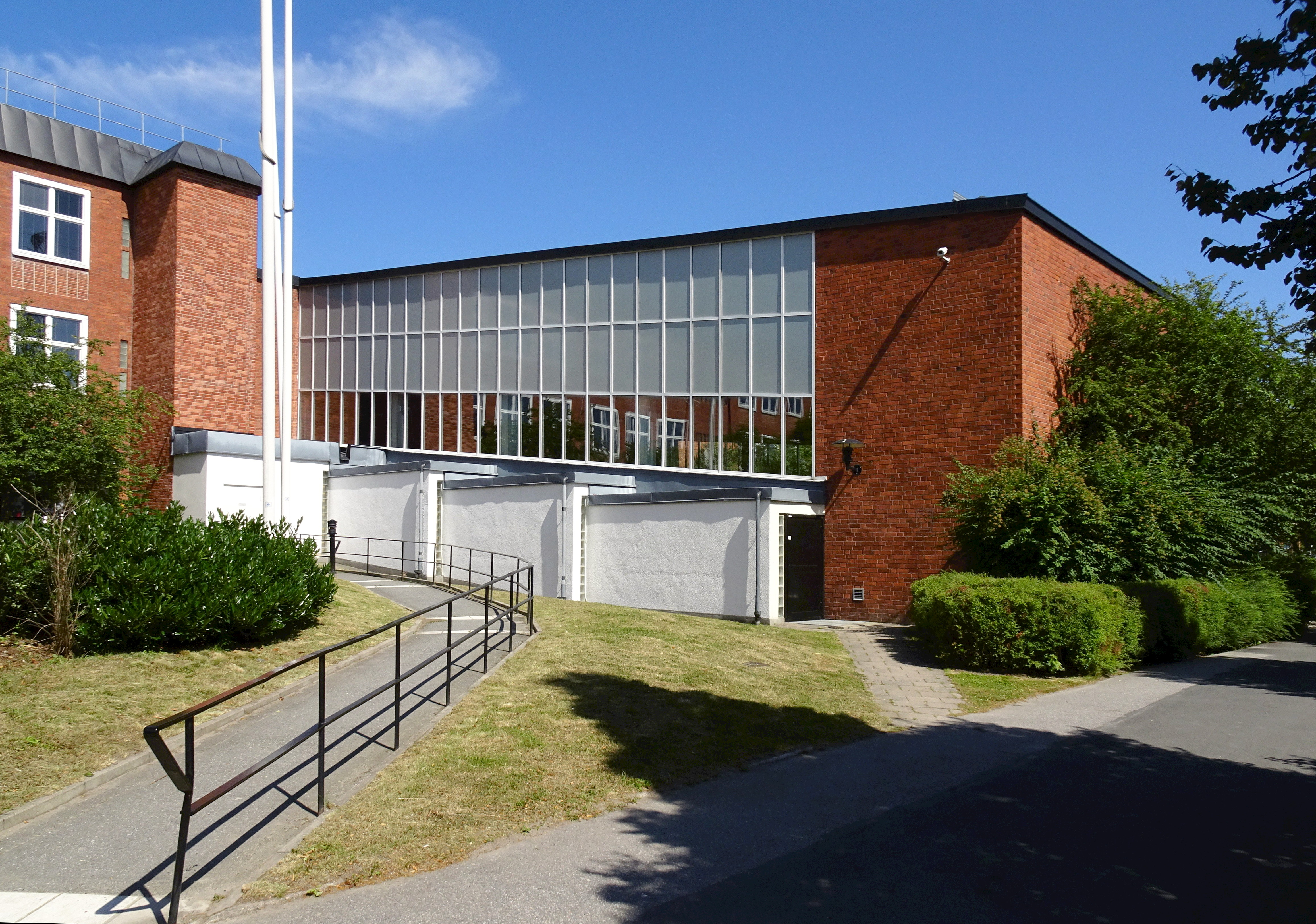
Aulan
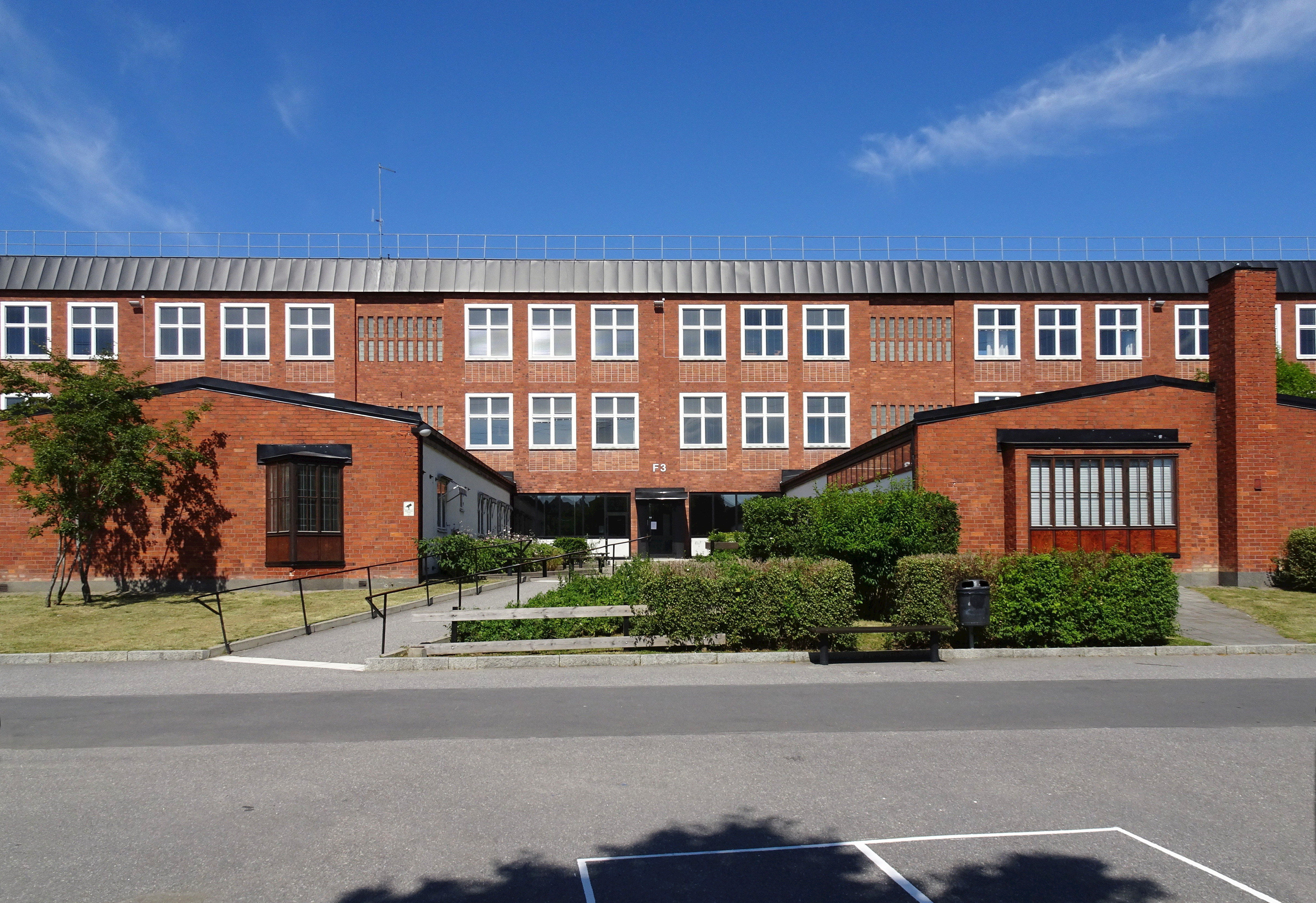
Fasad mot syd
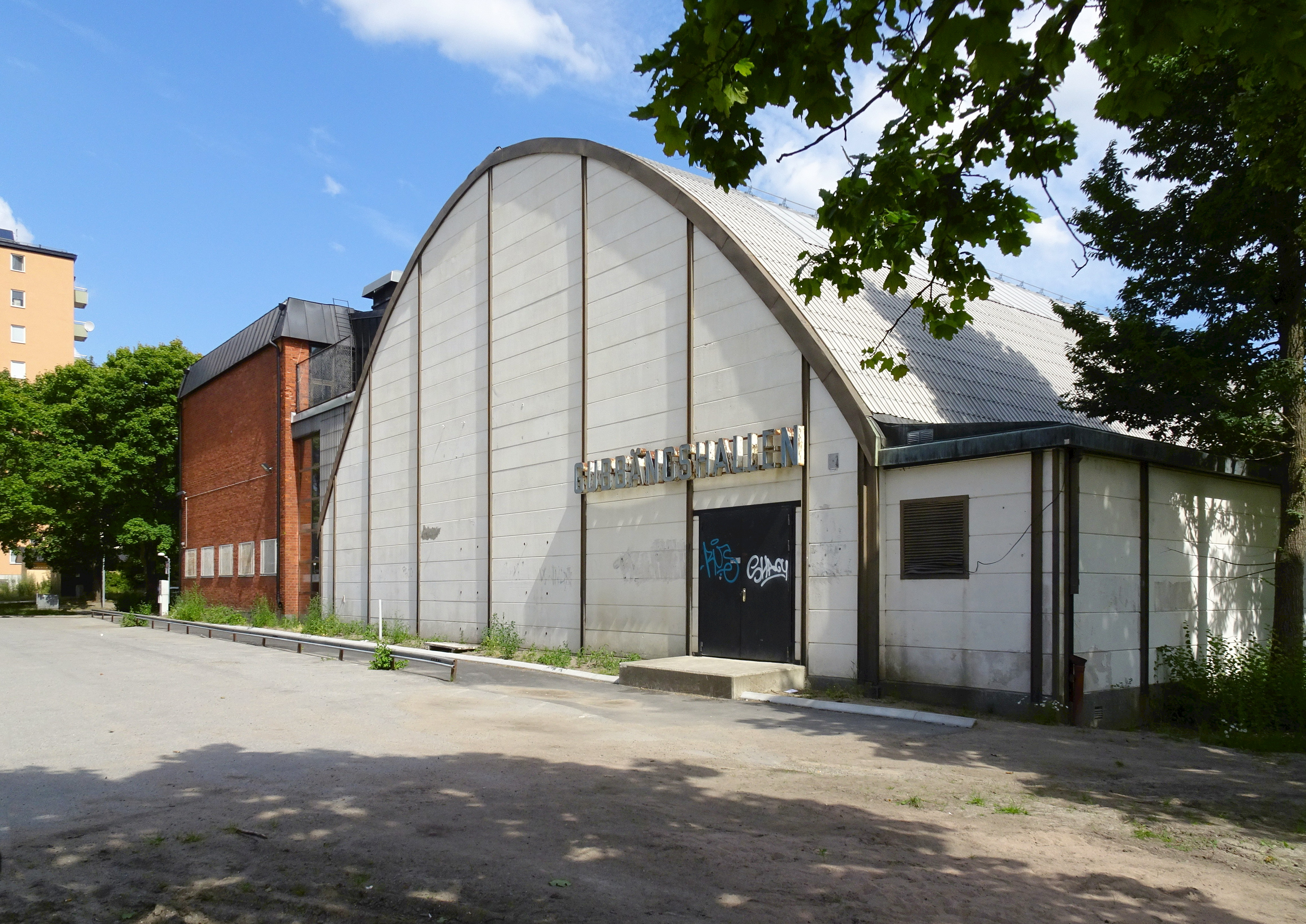
Gubbängshallen